# Principi di una teoria unitaria del mondo fisico e biologico
Principi di una teoria unitaria del mondo fisico e biologico è un libro del 1944 di Luigi Fantappié in cui spiega la sua teoria della sintropia.

## Il testo
Nel primo capitolo espone la fisica dei fenomeni entropici e la loro natura causalistica. I fenomeni entropici infatti mostrano una causa che determina lo sviluppo dell'evento. La caratteristica di questi fenomeni è quella di tendere verso il disordine e il livellamento. I fenomeni in questo caso sono noti e ampiamente indagati dalla fisica moderna.
Nel secondo capitolo espone la natura dei fenomeni sintropici, ossia quei fenomeni che si manifestano all'opposto dell'entropia. Questi fenomeni tendono all'ordine e alla complessità e viaggiano dal futuro al passato. Proprio questa caratteristica del viaggio dal futuro al passato (come se si vedesse un film al contrario, l'esempio che egli riporta), rende impossibile il loro studio se non in maniera indiretta. Fantappié infatti afferma che questi fenomeni sono sempre associati a quelli entropici e che pertanto l'individuazione può avvenire solo osservando i secondi. L'esempio più calzante di fenomeno sintropico è la vita umana e delle piante. Gli organismi infatti nascono come entità semplici (l'esempio del seme di una pianta) per diventare creature complesse, con organi e funzioni vitali. Lo sviluppo è proteso verso il futuro, come se vi fosse una naturale attrazione verso il futuro. Una ragione che mostrerebbe la natura finalistica dell'uomo proiettato verso il futuro.
Il terzo capitolo indaga i fenomeni sintropici dell'Universo, considerando l'ipotesi di una finalità. Egli considera tra i fenomeni sintropici anche la radiazione cosmica, i positroni e i protoni negativi.